# Échenans-sous-Mont-Vaudois
Ne doit pas être confondu avec Échenans.
Échenans-sous-Mont-Vaudois (Echenans en patois) est une commune française située dans le département de la Haute-Saône, la région culturelle et historique de Franche-Comté et la région administrative Bourgogne-Franche-Comté.

## Géographie

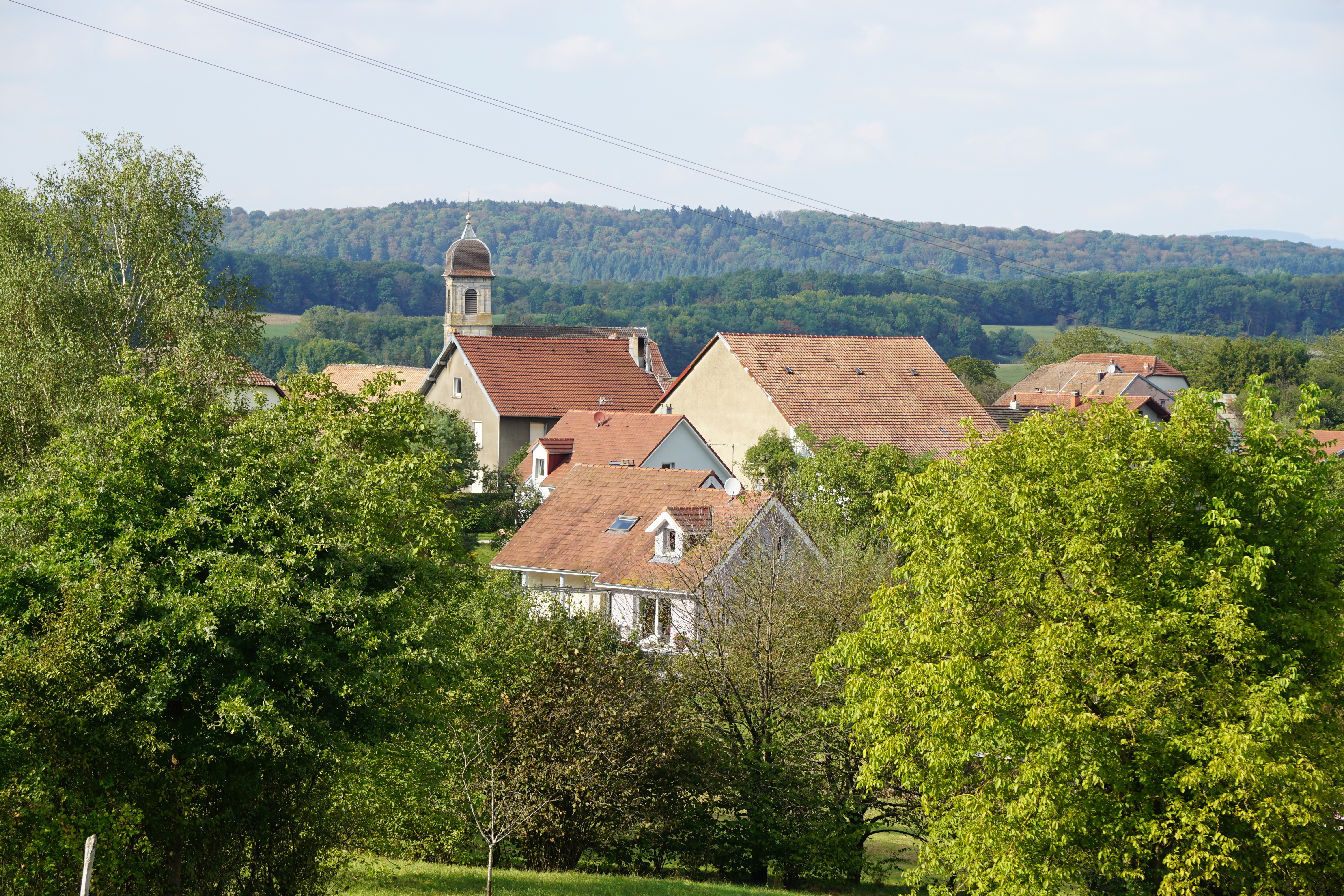
Vue générale.

### Communes limitrophes
| Chagey | Mandrevillars              | Buc (Territoire de Belfort)                                        |
| Luze   | Échenans-sous-Mont-Vaudois | Urcerey (Territoire de Belfort) Banvillars (Territoire de Belfort) |
|        | Héricourt                  | Brevilliers                                                        |

### Géologie
Le territoire communal repose sur le gisement de schiste bitumineux de Haute-Saône daté du Toarcien.

### Climat
Pour des articles plus généraux, voir Climat de la Bourgogne-Franche-Comté et Climat de la Haute-Saône.
En 2010, le climat de la commune est de type climat de montagne, selon une étude du Centre national de la recherche scientifique s'appuyant sur une série de données couvrant la période 1971-2000. En 2020, Météo-France publie une typologie des climats de la France métropolitaine dans laquelle la commune est exposée à un climat semi-continental et est dans une zone de transition entre les régions climatiques « Lorraine, plateau de Langres, Morvan » et « Vosges ». 
Pour la période 1971-2000, la température annuelle moyenne est de 9,7 °C, avec une amplitude thermique annuelle de 17,4 °C. Le cumul annuel moyen de précipitations est de 1 401 mm, avec 12,5 jours de précipitations en janvier et 10,7 jours en juillet. Pour la période 1991-2020, la température moyenne annuelle observée sur la station météorologique de Météo-France la plus proche, « Dorans », sur la commune de Dorans à 5 km à vol d'oiseau, est de 10,9 °C et le cumul annuel moyen de précipitations est de 974,0 mm. 
La température maximale relevée sur cette station est de 38,1 °C, atteinte le 24 juillet 2019 ; la température minimale est de −16 °C, atteinte le 20 décembre 2009,,. 
Les paramètres climatiques de la commune ont été estimés pour le milieu du siècle (2041-2070) selon différents scénarios d'émission de gaz à effet de serre à partir des nouvelles projections climatiques de référence DRIAS-2020. Ils sont consultables sur un site dédié publié par Météo-France en novembre 2022.

## Urbanisme

### Typologie
Au 1er janvier 2024, Échenans-sous-Mont-Vaudois est catégorisée commune rurale à habitat dispersé, selon la nouvelle grille communale de densité à sept niveaux définie par l'Insee en 2022.
Elle est située hors unité urbaine. Par ailleurs la commune fait partie de l'aire d'attraction de Belfort, dont elle est une commune de la couronne,. Cette aire, qui regroupe 91 communes, est catégorisée dans les aires de 50 000 à moins de 200 000 habitants,.

### Occupation des sols
L'occupation des sols de la commune, telle qu'elle ressort de la base de données européenne d’occupation biophysique des sols Corine Land Cover (CLC), est marquée par l'importance des forêts et milieux semi-naturels (55,3 % en 2018), en augmentation par rapport à 1990 (52,7 %). La répartition détaillée en 2018 est la suivante : 
forêts (55,3 %), prairies (21,9 %), terres arables (13,7 %), zones urbanisées (7,1 %), zones agricoles hétérogènes (2 %), zones industrielles ou commerciales et réseaux de communication (0,1 %). L'évolution de l’occupation des sols de la commune et de ses infrastructures peut être observée sur les différentes représentations cartographiques du territoire : la carte de Cassini (XVIIIe siècle), la carte d'état-major (1820-1866) et les cartes ou photos aériennes de l'IGN pour la période actuelle (1950 à aujourd'hui).

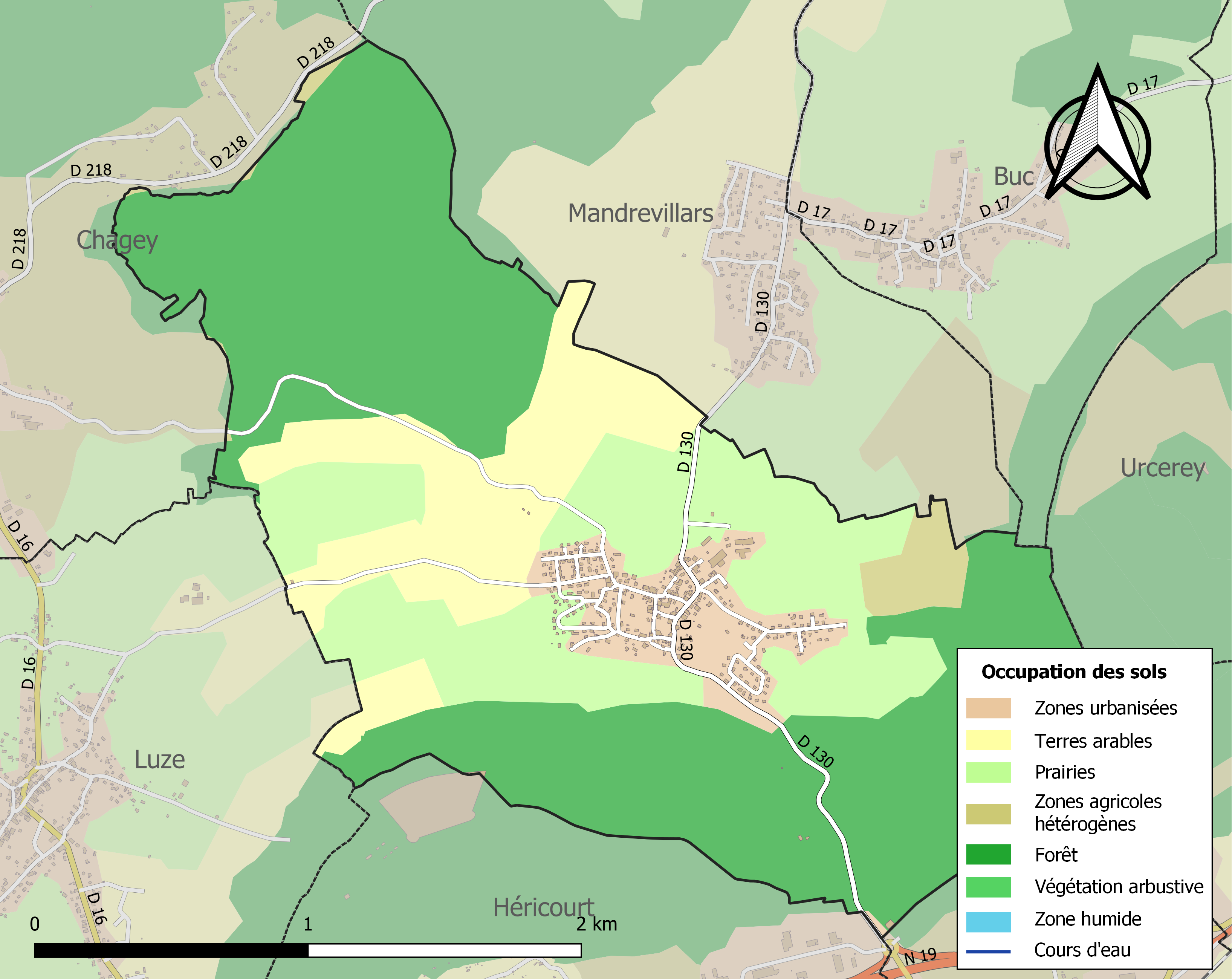
Carte des infrastructures et de l'occupation des sols de la commune en 2018 (CLC).

## Histoire
Le site d'Échenans-sous-Mont-Vaudois est très tôt habité, comme en témoignaient les vestiges d'une enceinte préhistorique datant du néolithique au sommet du Mont-Vaudois, détruite pendant la construction du fort du même nom en 1874.
Cette enceinte faisait 400 m de long et formait un triangle. Sa hauteur allait de 2,50 à 3,30 m et sa base variait de 22 à 32 m d'épaisseur. Ce genre d'enceinte, appelée vallum, est ici particulière, si l'on en croit Félix Vaulot qui y mena des fouilles avant la construction du fort. Il s'agirait d'un « vallum funéraire », puisqu'il y a découvert des squelettes inhumés à l'extérieur, à l'intérieur et au sein même de l'enceinte. Sur ces squelettes, F. Vaulot n'a trouvé aucune blessure violente, ce qui laisse donc supposer que le vallum avait un dessein funéraire. Des traces de rituels ont été découvertes, notamment l'incinération partielle d'une femme de 17-21 ans sur le corps de laquelle on aurait sacrifié un sanglier.
Pendant l'époque celtique, Échenans appartient au territoire des Séquanes qui couvrait approximativement l'actuelle Franche-Comté, puis tombe sous domination romaine après la guerre des Gaules. Notons à proximité l'existence d'une voie romaine d'importance mineure entre Échenans et Chagey.
Arrive la chute de l'Empire romain. Si l'on s'attache à la toponymie, notamment au suffixe -ans, qui est la déformation du suffixe germanique -ing-en, on peut déduire que pendant les invasions barbares et le haut Moyen Âge, le site d'Échenans fut peuplé et/ou dirigé par des individus germaniques, probablement burgondes.
Toutefois, la première mention d'Échenans-sous-Mont-Vaudois apparaîtrait vers 1165, lorsqu'un certain Otton chevalier d'Achenans (Échenans-sous-Mont-Vaudois) « donna à l'abbaye de Belchamp tout ce qu'il possédait d'alleu en ce village, et de plus un meix à Tremoins ». Le village dépend alors de la seigneurie d'Héricourt dont il suit l'histoire. À cette époque, la seigneurie dépendait du comté de Bourgogne.
Échenans-sous-Mont-Vaudois devient ensuite un village mi-parti - comme d'autres communautés du comté de Montbéliard -, c'est-à-dire qu'il est dirigé par deux seigneurs : le seigneur d'Héricourt et le comte de Montbéliard ; la moitié des foyers paie des impôts au seigneur, l'autre au comte. Selon Émilie Cardoni, « la partie non montbéliardaise de la population des villages mi-partis représentait en fait les sujets appartenant [autrefois] aux seigneurs de Neuchâtel[-Urtière], vassaux du comté de Bourgogne ainsi qu’une partie des terres des villages ». Ces possessions entrèrent dans le domaine de la maison de Poitiers qui les céda juridiquement aux Wurtemberg à la suite d'un procès perdu en 1688. Mais comme la seigneurie d'Héricourt dépendait depuis 1561 du comté de Montbéliard dirigé par les Wurtemberg, ce particularisme administratif ne se fera pas sentir avant 1748.
Comme dans toute la principauté de Montbéliard, le luthéranisme s'impose à partir de 1565 et l'église du village devient temple.
À la suite de la conquête de la Franche-Comté par Louis XIV et de la tentative de réunion de la principauté de Montbéliard à la France, Échenans est occupée par les troupes françaises à la fin du XVIIe siècle. L'occupation durera jusqu'en 1748, quand, à Versailles, se tient une convention réunissant les autorités françaises et montbéliardaises. Ces autorités s'accordent sur le fait que, pour les Quatre Terres (seigneurie de Blamont, seigneurie du Châtelot, seigneurie de Clémont et seigneurie d'Héricourt), le prince reste leur seigneur tout en reconnaissant la suzeraineté du roi de France. Les Quatre Terres deviennent officiellement françaises. Cependant, nous avons vu qu'Échenans était un village « mi-parti ». Ce système médiéval est donc réactivé. Mais, une telle chose est loin d'être exécutable sur le terrain. On ignore quel foyer doit payer directement au roi ou au prince.
De ce fait, un accord est trouvé entre le prince et le roi en 1786. Un échange territorial sur l'ensemble des Quatre Terres est prévu entre les deux souverains. Échenans échoit officiellement au roi de France. Mais cet accord ne sera jamais appliqué et sera de facto annulé avec la Révolution française.

## Politique et administration

Carte départementale représentant en rouge la communauté de communes du Pays d'Héricourt.

### Rattachements administratifs et électoraux
Échenans-sous-Mont-Vaudois fait partie de l'arrondissement de Lure du département de la Haute-Saône, en région Bourgogne-Franche-Comté. Pour l'élection des députés, elle dépend de la deuxième circonscription de la Haute-Saône
La commune était historiquement rattachée depuis la Révolution française au canton d'Héricourt. Celui-ci a été scindé en 1985 et la commune rattachée au canton de Héricourt-Est. Dans le cadre du redécoupage cantonal de 2014 en France, la commune fait désormais partie du Canton d'Héricourt-1.

### Intercommunalité
La commune est membre de la communauté de communes du Pays d'Héricourt, intercommunalité créée au 1er janvier 2001

### Liste des maires

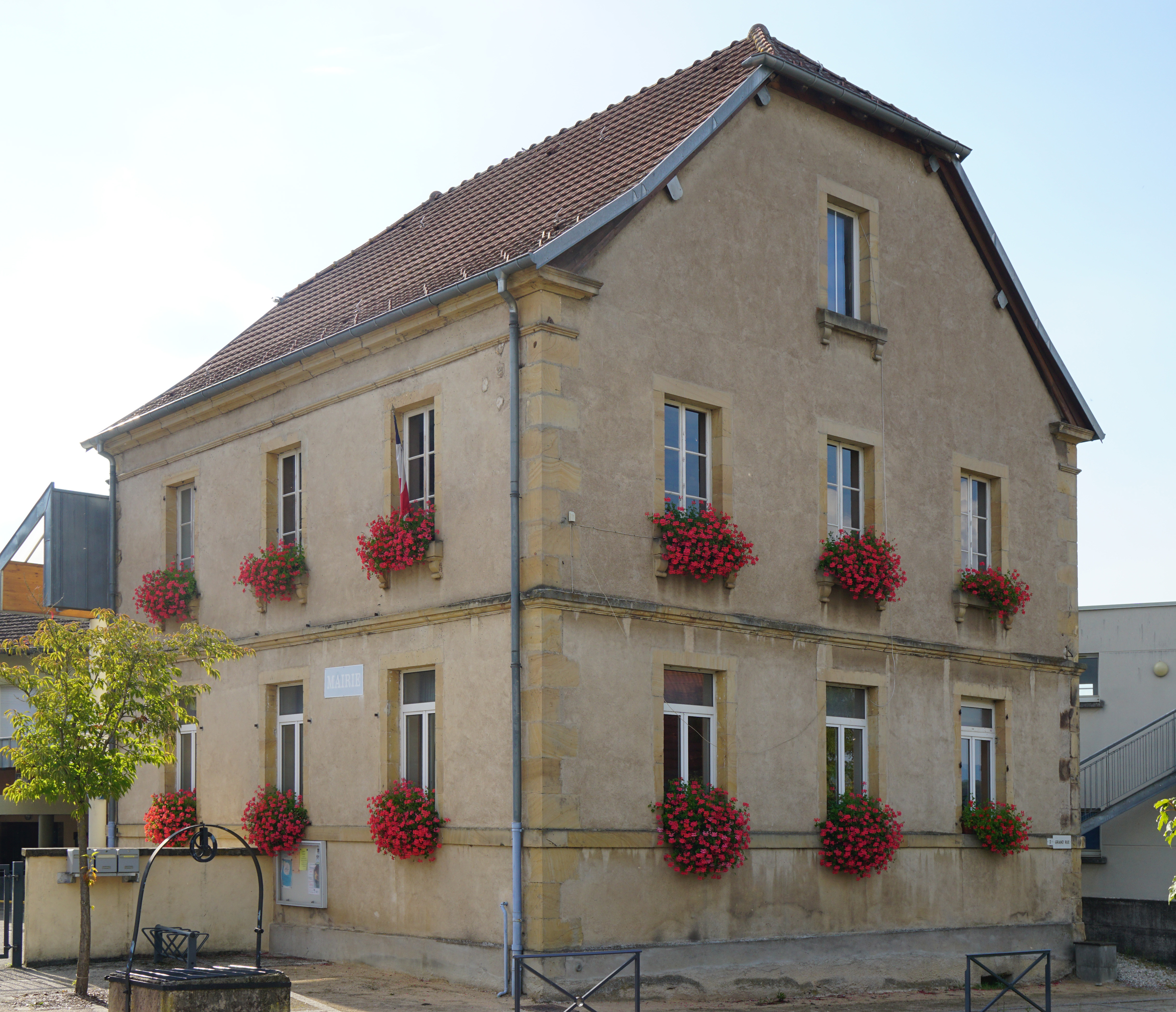
La mairie.

| Période                                  | Période                   | Identité             | Étiquette | Qualité |
| ---------------------------------------- | ------------------------- | -------------------- | --------- | --- |
| Les données manquantes sont à compléter. |                           |                      |           | |
| 1966                                     | mars 1989                 | Claude Vuillemot     | DVG       | Instituteur, directeur d'école                                                                                     |
| mars 1989                                | mars 2008                 | Jean-Claude Richard  | PCF       | Professeur de technologie                                                                                          |
| mars 2008                                | En cours (au 25 mai 2020) | M. Dominique Chaudey | PS        | Professeur d'histoire géographie Vice-président de la CC Pays d'Héricourt (2014 → ) Réélu pour le mandat 2020-2026 |

## Population et société

### Démographie
L'évolution du nombre d'habitants est connue à travers les recensements de la population effectués dans la commune depuis 1793. Pour les communes de moins de 10 000 habitants, une enquête de recensement portant sur toute la population est réalisée tous les cinq ans, les populations de référence des années intermédiaires étant quant à elles estimées par interpolation ou extrapolation. Pour la commune, le premier recensement exhaustif entrant dans le cadre du nouveau dispositif a été réalisé en 2004.

En 2022, la commune comptait 578 habitants, en évolution de +14,23 % par rapport à 2016 (Haute-Saône : −1,4 %, France hors Mayotte : +2,11 %).
| 1793 | 1800 | 1806 | 1821 | 1831 | 1836 | 1841 | 1846 | 1851 |
| ---- | ---- | ---- | ---- | ---- | ---- | ---- | ---- | ---- |
| 237  | 300  | 272  | 303  | 382  | 369  | 360  | 367  | 355  |

| 1856 | 1861 | 1866 | 1872 | 1876 | 1881 | 1886 | 1891 | 1896 |
| ---- | ---- | ---- | ---- | ---- | ---- | ---- | ---- | ---- |
| 319  | 301  | 305  | 229  | 265  | 224  | 210  | 201  | 191  |

| 1901 | 1906 | 1911 | 1921 | 1926 | 1931 | 1936 | 1946 | 1954 |
| ---- | ---- | ---- | ---- | ---- | ---- | ---- | ---- | ---- |
| 172  | 165  | 150  | 148  | 135  | 162  | 159  | 148  | 122  |

| 1962 | 1968 | 1975 | 1982 | 1990 | 1999 | 2004 | 2006 | 2009 |
| ---- | ---- | ---- | ---- | ---- | ---- | ---- | ---- | ---- |
| 127  | 110  | 308  | 413  | 412  | 505  | 511  | 505  | 501  |

| 2014 | 2019 | 2022 | - | - | - | - | - | - |
| ---- | ---- | ---- | - | - | - | - | - | - |
| 491  | 555  | 578  | - | - | - | - | - | - |

### Enseignement
L'hôpital le plus proche est l'hôpital Nord Franche-Comté situé à Trévenans, dans le Territoire de Belfort (département voisin), entre Belfort et Montbéliard ,.

## Culture locale et patrimoine

### Lieux et monuments
- Temple luthérien,
- Stade de foot,

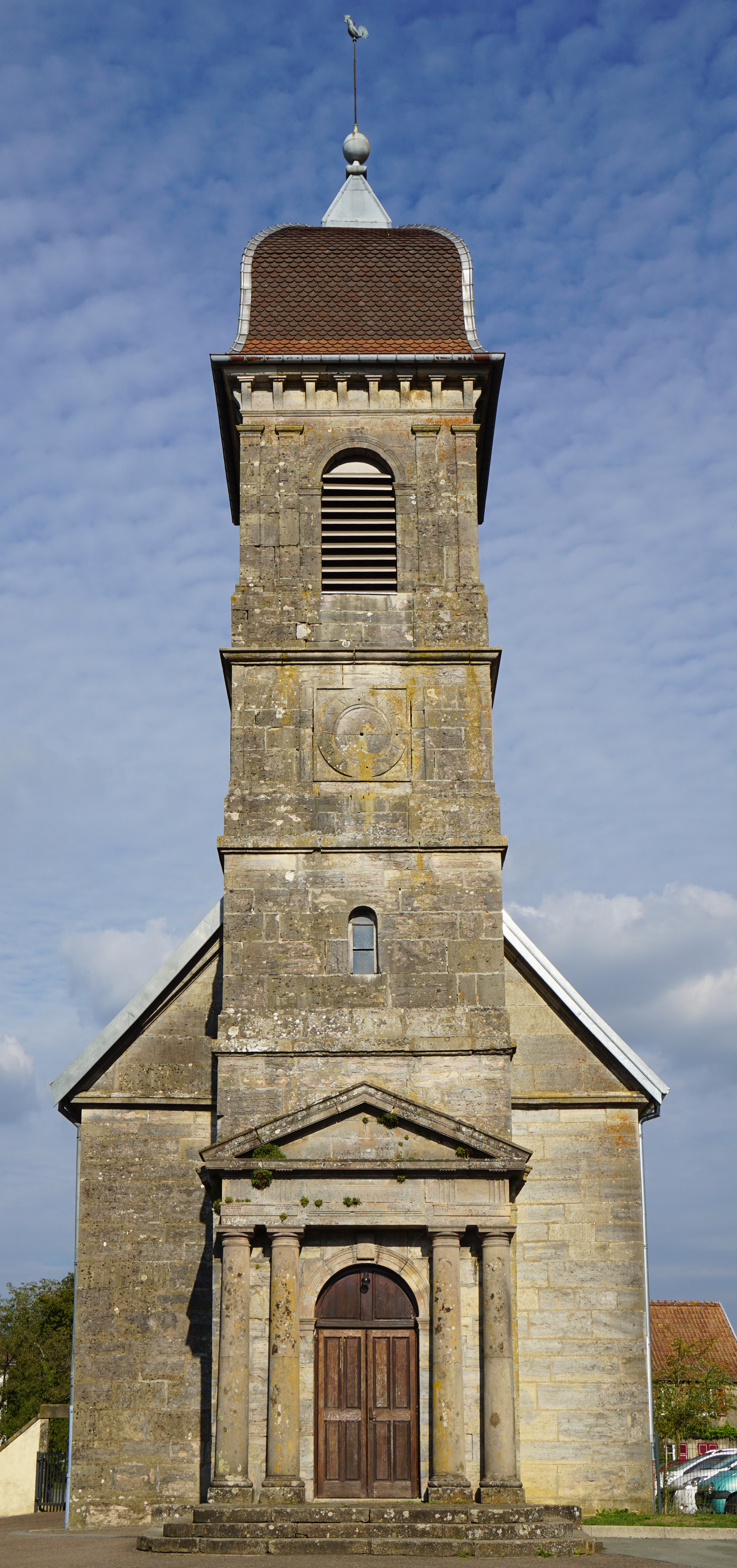
Façade du temple.

- Place de la fin de la guerre d'Algérie,
- Monument aux morts,
- Ancien fort,
- Écoles primaire et maternelle,
- Cantine,
- Cimetière,
- Mairie,
- Ferme,
- Ancienne épicerie.

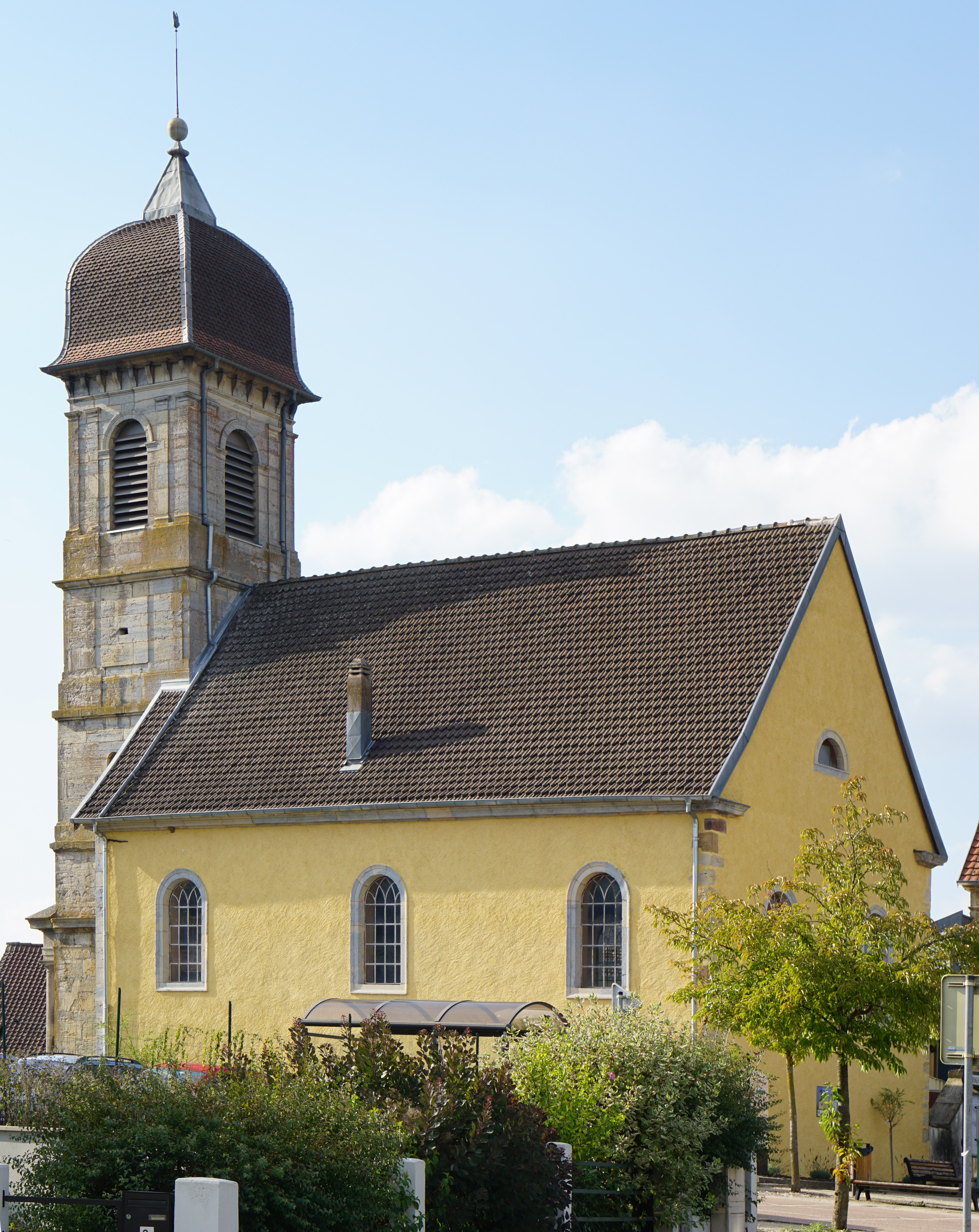
Le temple protestant.
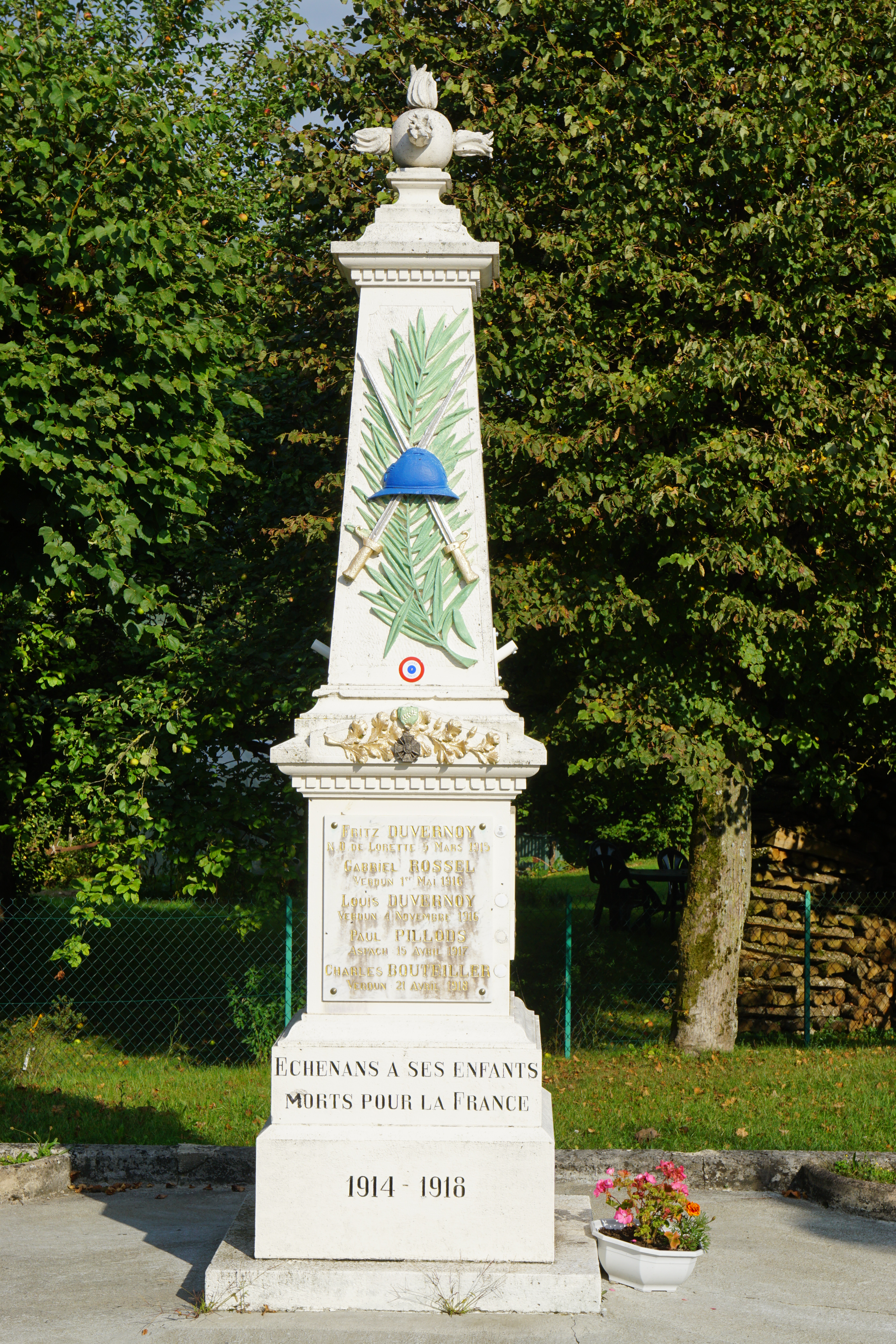
Monument aux morts.

### Héraldique
| Blason. | Les armes de la commune se blasonnent ainsi : Parti: au 1er d'azur à quatre barres d'or, au 2e d'argent à trois demies ramures de cerf de sable posées en fasce et rangées en pal. | Logo de la ville. |